# Curral de Dentro
Curral de Dentro é um município brasileiro do estado de Minas Gerais. Sua população recenseada em  2022 era de 7 406 habitantes. Está localizado ao norte de Minas Gerais, na mesorregião do Norte de Minas e microrregião de Salinas. Compõe com outros catorze municípios o território do Alto Rio Pardo.